# Roberto Zárate
Pour les articles homonymes, voir Zárate.
Roberto Héctor Zárate (né le 15 décembre 1932 à Buenos Aires en Argentine, et mort le 6 novembre 2013) est un joueur international de football argentin.

## Biographie
Surnommé Monito, il débute dans le club de River Plate, faisant ses grands débuts professionnels en 1950. En 1960, il rejoint le Club Atlético Banfield avant de prendre sa retraite en 1969. Il est sacré champion d'Argentine avec River en 1952, 1953, 1955, 1956 et 1957. Il inscrit un total de 61 buts avec River, et est sacré meilleur buteur du tournoi (en 1957).
Il est sélectionné avec l'équipe argentine, jouant en tout 14 matchs pour 5 buts.

## Palmarès
| Titre                         | Équipe      | Pays      | Année |
| ----------------------------- | ----------- | --------- | ----- |
| Primera División de Argentina | River Plate | Argentine | 1952  |
| Primera División de Argentina | River Plate | Argentine | 1953  |
| Primera División de Argentina | River Plate | Argentine | 1955  |
| Primera División de Argentina | River Plate | Argentine | 1956  |
| Primera División de Argentina | River Plate | Argentine | 1957  |